# Anticanadianismo
Anticanadianismo representa una hostilidad hacia el gobierno, la cultura, o la gente de Canadá.

## Historia
Voltaire, citó en broma a Canadá como "unos pocos acres de nieve". Fue en referencia a la Nueva Francia (es decir, las colonias francesas en América del Norte que existían en el siglo XVIII). La cita significa que Canadá era económicamente inútil y que Francia, por lo tanto, no necesitaba mantenerla. Muchos creen que la declaración de Voltaire fue una incitación a conquistar todo el territorio.

### Quebec
En la provincia canadiense de Quebec hay una larga tradición de anglofobia por parte de su población francófona tras la conquista de Nueva Francia por Inglaterra en 1760, que se convirtió en anticanadianismo después del establecimiento del Dominio de Canadá en 1867.
En Quebec sí mismo, la población de habla francesa forman parte de la gran mayoría y el francés es el único idioma oficial. El contexto histórico y la amenaza percibida que está llevando a la anglofobia se ha traducido en un fuerte movimiento secesionista de Canadá por la independencia de Quebec, ya que culturalmente puede ser considerada una extensión nórdica de Latinoamérica.